# Mauerlattich
Der Mauerlattich (Mycelis muralis), auch Gewöhnlicher Mauerlattich genannt, ist die einzige Art der monotypischen Pflanzengattung Mycelis innerhalb der Familie der Korbblütler (Asteraceae).

## Beschreibung

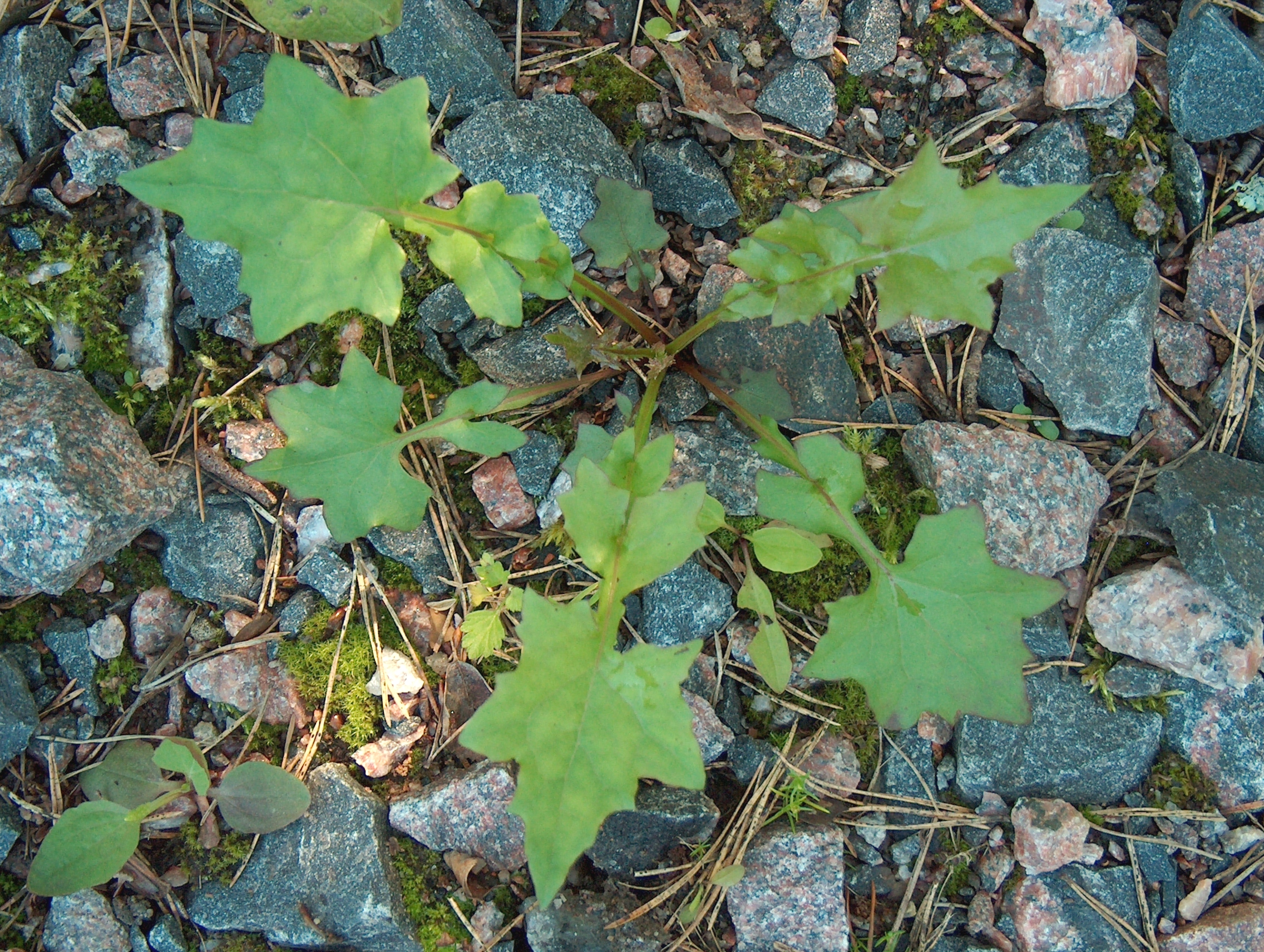
Grundblätter

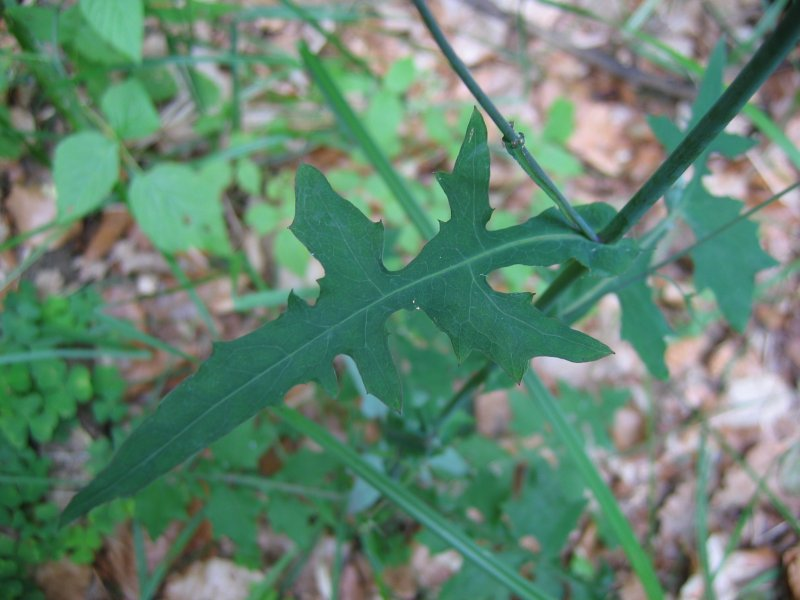
Stängelblatt

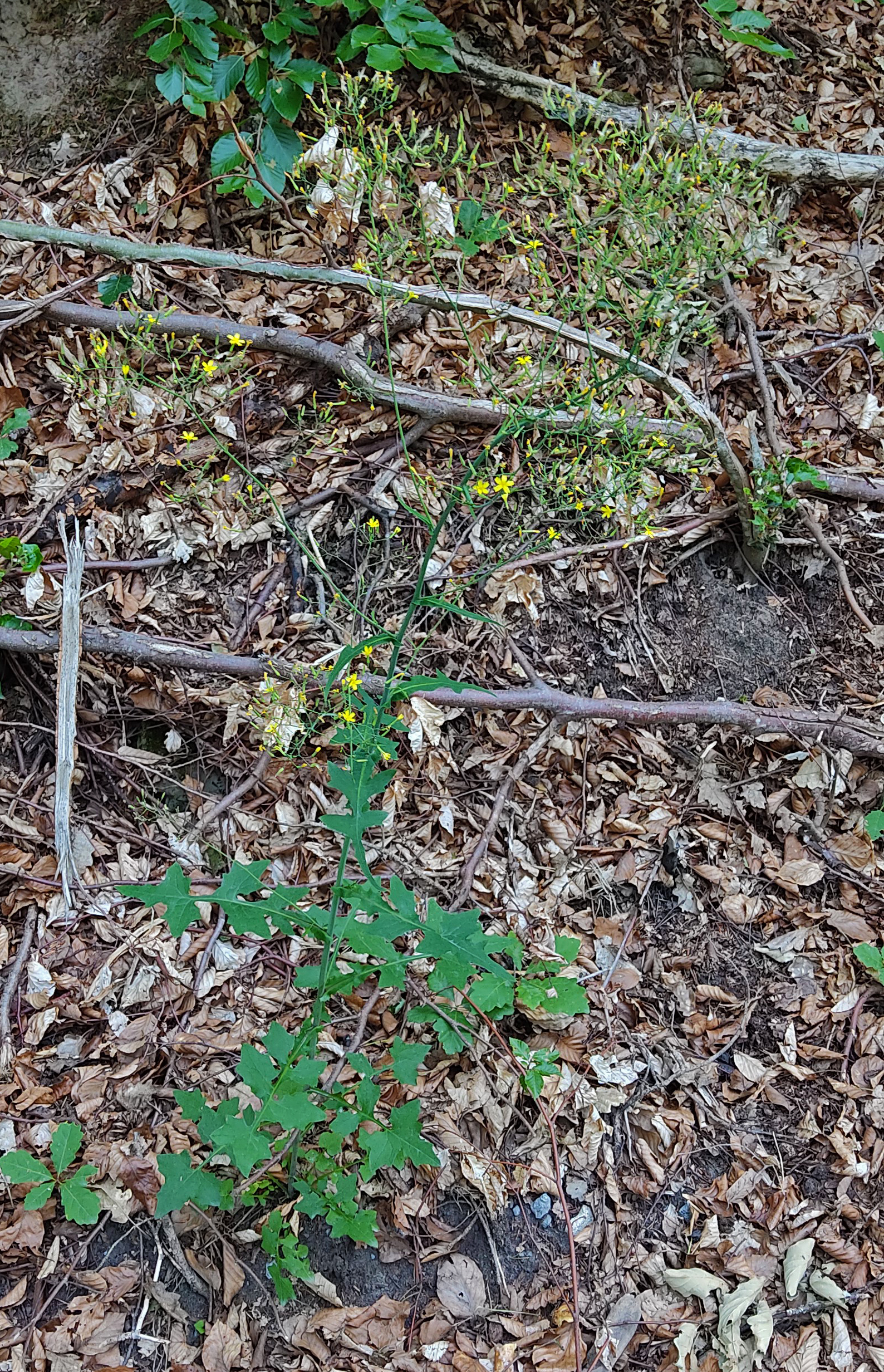
Habitus

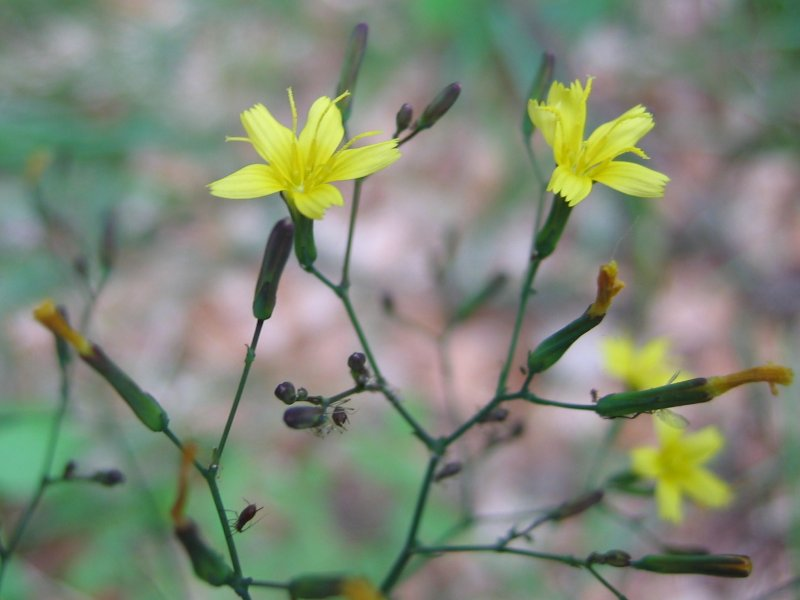
Ausschnitt eines Blütenstands mit Blütenkörbchen

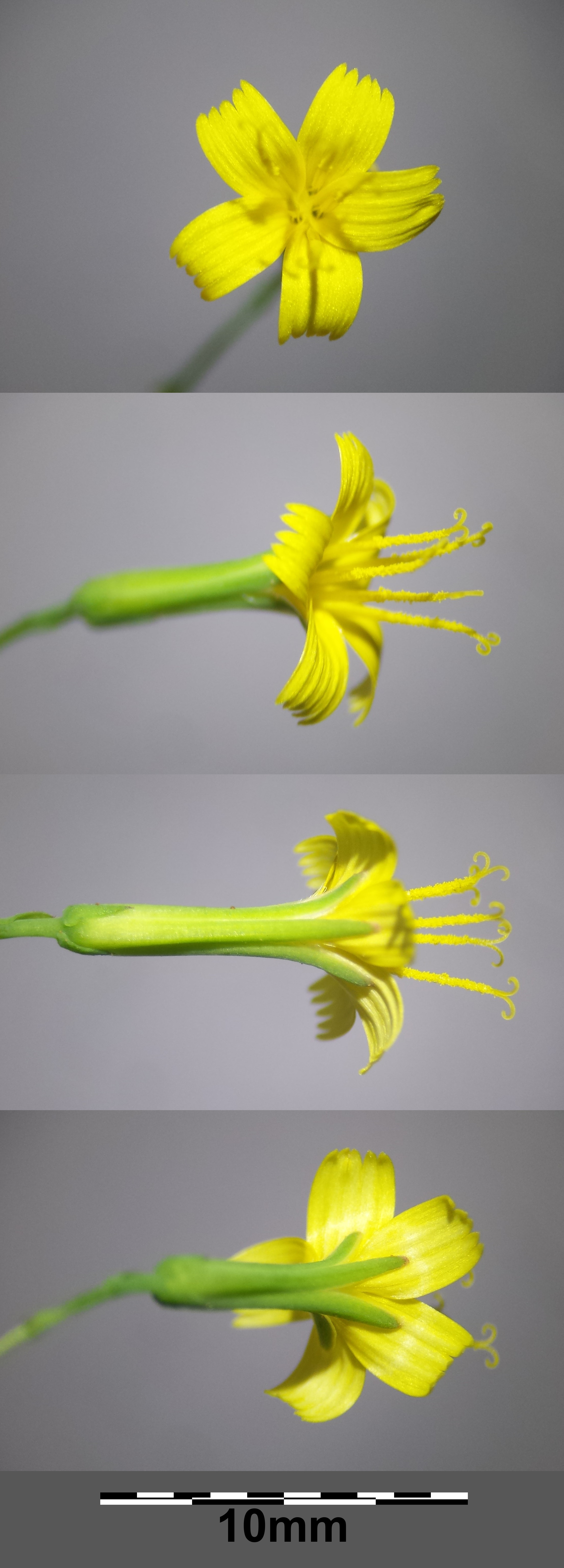
Korb: Die Hüllblätter sind zweireihig angeordnet, die äußeren sind viel kürzer und bilden eine Außenhülle.

### Vegetative Merkmale
Der Mauerlattich ist eine sommergrüne, ein- bis mehrjährige krautige Pflanze, die 25 bis 90 (bis 190) Zentimeter hoch wird. Der Stängel ist aufrecht, grün, kahl und im oberen Teil rispig-ästig. Die wechselständigen Laubblätter sind leierförmig-fiederteilig. Die unteren Blätter sind gestielt, die oberen mit herzförmigem Grund stängelumfassend sitzend. Die mittleren und oberen Blätter sind fiederspaltig mit eckigen, gezähnten, seitlichen Lappen und einem viel größeren, dreieckigen oder spießförmigen, eckig gezähnten Endabschnitt.

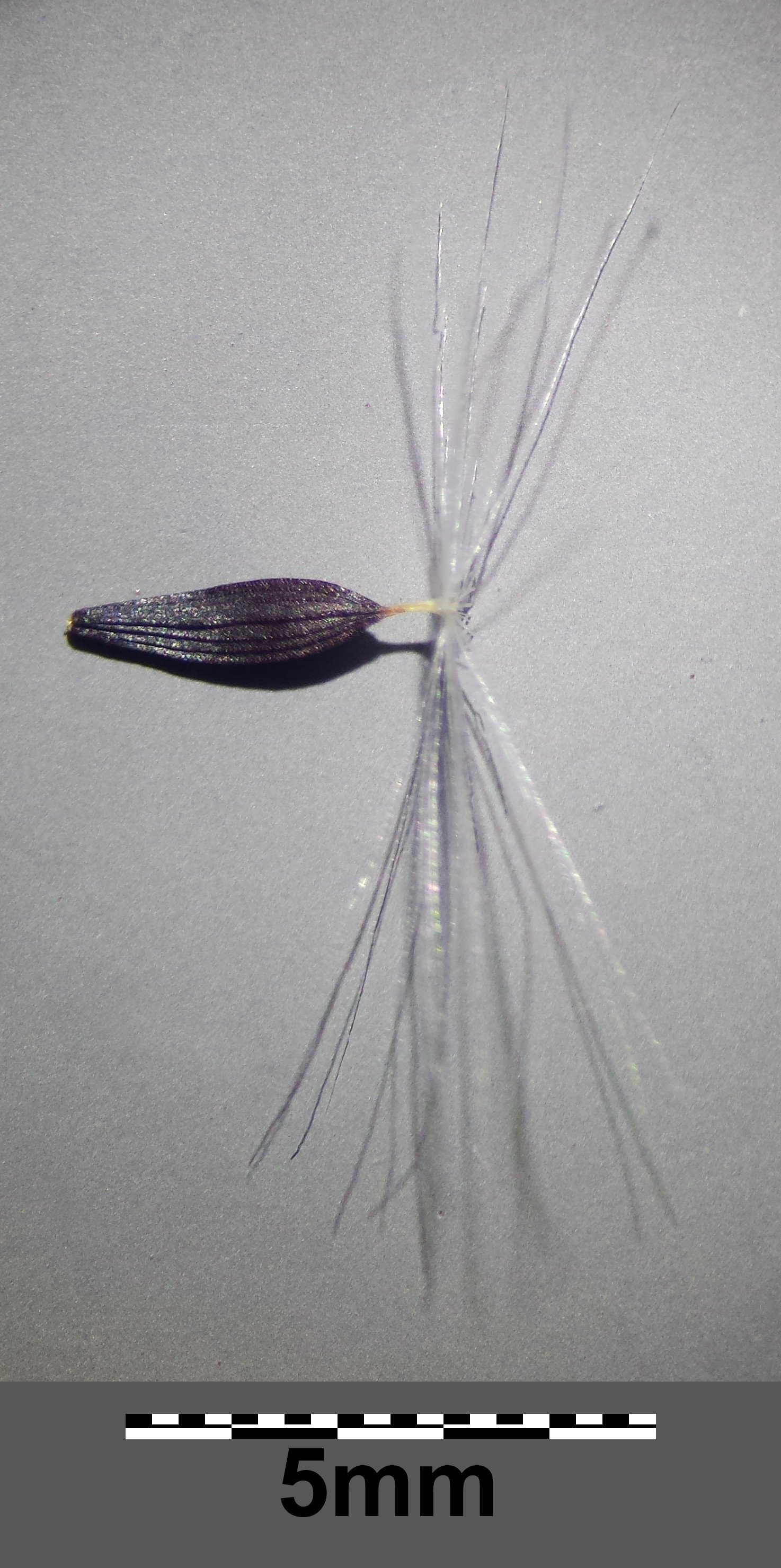
Achäne mit Pappus

### Generative Merkmale
Blütezeit ist Juli bis September. Die körbchenförmigen Teilblütenstände sind in sehr lockeren rispigen Blütenständen angeordnet. Am besten kann der Mauerlattich anhand seiner Körbchen erkannt werden. Diese sind ziemlich klein – Durchmesser von etwa 1 cm – und bestehen fast immer aus lediglich fünf gelben Zungenblüten, die vorne gestutzt und mit fünf Zähnchen versehen sind. Die Hülle ist 7 bis 10 Millimeter lang und schmal walzlich. Die äußeren Hüllblätter sind sehr klein und abstehend, die wenigen inneren Hüllblätter sind lineal. Die schwarzbraune Achäne ist kurz geschnäbelt und mit Schnabel 3 bis 4 Millimeter lang. Sie ist spindelförmig und rasch in den kurzen hellen Schnabel zusammengezogen.  Der Pappus besteht aus einer Reihe langer Haare, die von einer Reihe kurzer Borsten umgeben ist.
Die Chromosomenzahl beträgt 2n = 18.

## Ökologie
Der Mauerlattich ist ein Hemikryptophyt und eine Schaftpflanze. Bei seiner Verletzung tritt Milchsaft aus.
Blütenökologisch handelt es sich um „Körbchenblumen vom Cichorium-Typ“. Die Blüten sind vormännlich. Bestäuber sind beispielsweise Bienenverwandte und Fliegen.
Die Achänen breiten sich durch den Pappus als Schirmchenflieger und Wasserhafter aus; daneben findet eine Ausbreitung durch Ameisen und als Kulturfolgerin durch den Menschen statt.
Die Blütezeit erstreckt sich von Juli bis August, die Fruchtreife von August bis Oktober.
Gallbildungen werden durch Trioza flavipennis hervorgerufen. Die Pilze Bremia lactucae, Erysibe cichoriacearum, Erysibe polygoni, Leptosphaeria dolioloides, Puccinia lactucarum und Puccinia chondrillae besiedeln den Mauerlattich.

## Vorkommen
Der Mauerlattich wächst vor allem in Wäldern und Gebüschen im Halbschatten bis in den Schatten. Er bevorzugt frischen, nährstoffreichen, lockeren und humosen Lehmboden. Er ist nicht selten, wobei allerdings seine Häufigkeit von Gebiet zu Gebiet sehr unterschiedlich ist. Er ist pflanzensoziologisch eine Charakterart des Verbands Alliarion und kommt besonders gern im Epilobio-Geranietum robertiani vor.
Ursprünglich war sein Verbreitungsgebiet Europa – im Osten bis zum Kaukasusraum, im Norden bis nach Norwegen, im Süden bis Nordafrika. Als Neophyt kommt er auch in Nordamerika vor.
In den Allgäuer Alpen steigt er zwischen Schwarzer Hütte und Mindelheimer Hütte südwestlich Einödsbach in Bayern bis zu 1500 m Meereshöhe auf. In Tirol und in der Steiermark erreicht er 1700 Meter, im Kanton Wallis 1800 Meter und in Kleinasien 1900 Meter Meereshöhe.
Die ökologischen Zeigerwerte nach Landolt et al. 2010 sind in der Schweiz: Feuchtezahl F = 3+ (feucht), Lichtzahl L = 2 (schattig), Reaktionszahl R = 4 (neutral bis basisch), Temperaturzahl T = 3+ (unter-montan und ober-kollin), Nährstoffzahl N = 4 (nährstoffreich), Kontinentalitätszahl K = 3 (subozeanisch bis subkontinental).

## Systematik
Das Basionym des Mauerlattichs, unter dem er 1753 von Carl von Linné in Species Plantarum erstveröffentlicht wurde, ist Prenanthes muralis L. Nach Gensequenz-Analysen gehört der Mauerlattich in die nähere Verwandtschaft der Gattungen Lattiche (Lactuca), Milchlattiche (Cicerbita) und Steptorhamphus. Er wird in mancher Literatur wie schon früher manchmal zu den Lattichen (Lactuca) gezählt und trägt dann den wissenschaftlichen Namen Lactuca muralis (L.) Gaertn. Viele Autoren verwenden auch den Namen Cicerbita muralis (L.) Wallr. Bei manchen Autoren ist er als Mycelis muralis (L.) Dumort. die einzige Art der Gattung Mycelis Cass., die von Alexandre Henri Gabriel de Cassini aufgestellt wurde. Das Artepitheton muralis bedeutet: Mauer-, an Mauern wachsend.
Diese Art gehört zur Subtribus Lactucinae aus der Tribus Cichorieae in der Unterfamilie Cichorioideae innerhalb der Familie der Asteraceae.